# رویوربردینگ

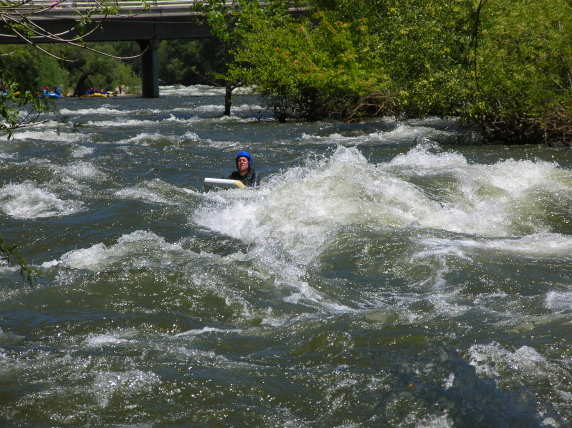
یک رودخانه‌سوار در رودخانه کرن در جریان حدود ۱۱۰ متر مکعب بر ثانیه (۴٬۰۰۰ فوت مکعب) شناور است.

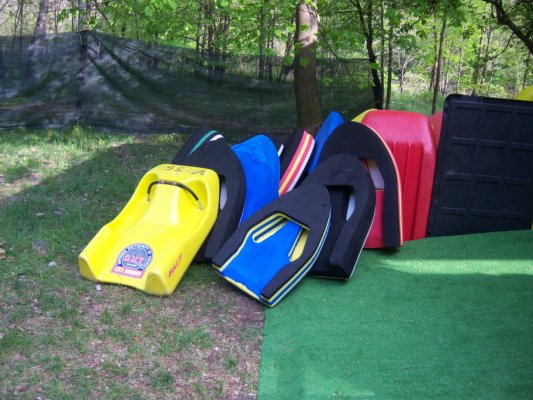
هادروسپید

رویوربردینگ (انگلیسی: Riverboarding) یا رودسواری با تخته، یک ورزش آبی هیجان‌انگیز است که در آن فرد روی تخته‌ای مخصوص دراز می‌کشد و در رودخانه‌های خروشان و پرآب حرکت می‌کند. این ورزش به نام‌های دیگری مانند هایدروسپید (Hydrospeed) در اروپا و سورتمه‌سواری رودخانه (River Sledding) در نیوزیلند نیز شناخته می‌شود.
رودسواری با تخته یک ورزش هیجان‌انگیز است اما خطراتی نیز دارد. برخورد با موانع، گیر افتادن در جریان‌های قوی آب و غرق شدن از جمله خطرات این ورزش هستند. به همین دلیل استفاده از تجهیزات ایمنی و آموزش صحیح بسیار مهم است.
- تخته رودسواری: تخته‌ای کوچک و مقاوم که فرد روی آن دراز می‌کشد.
- باله‌ها: باله‌هایی که به پاها متصل می‌شوند و برای هدایت و کنترل تخته استفاده می‌شوند.
- جلیقه نجات: برای حفظ ایمنی فرد در آب.
- کلاه ایمنی: برای محافظت از سر در صورت برخورد با موانع.
- لباس مناسب: معمولاً از لباس‌های غواصی استفاده می‌شود.

فرد به صورت دمرو روی تخته دراز می‌کشد و با استفاده از باله‌ها و حرکت بدن، تخته را در مسیر رودخانه هدایت می‌کند. این ورزش نیازمند قدرت بدنی، تعادل و مهارت در کنترل تخته است.
ریوربردینگ در رودخانه‌های خروشان و پرآب با درجه سختی متفاوت انجام می‌شود. برخی از مکان‌های معروف برای این ورزش عبارتند از:
- رود امریکن در کالیفرنیا، ایالات متحده آمریکا
- رودخانه کرن در کالیفرنیا
- رودخانه کاوارائو در نیوزیلند
- رودخانه‌های آلپ در اروپا